# Dion Crabbe
Dion Crabbe (ur. 10 marca 1977) – lekkoatleta pochodzący z Brytyjskich Wysp Dziewiczych, specjalizujący się w biegach sprinterskich. Olimpijczyk z Aten.
Dwukrotny brązowy medalista (w biegach na 100 i 200 metrów) z mistrzostw NACAC U-25 (2000). W 2002 zdobył złoty medal na Igrzyskach Ameryki Środkowej i Karaibów w biegu na 100 metrów. Dwa lata później reprezentował swój kraj podczas igrzysk w Atenach - w biegu na 200 metrów uzyskał w pierwszej rundzie eliminacji czas 20.85 i nie awansował dalej.